# Kamadal, Bilgi
Kamadal là một làng thuộc tehsil Bilgi, huyện Bagalkot, bang Karnataka, Ấn Độ.